# Blocco sardo-corso
Il blocco sardo-corso (in corso bloccu sardu-corsu, in sardo bloccu sardu-corsicanu) è in geologia regionale un frammento di litosfera continentale, che include la Sardegna, la Corsica e le loro piattaforme continentali. È separato dal margine europeo dal bacino Ligure-Provenzale e dall'Italia continentale dal Tirreno meridionale. La regione Nord-Orientale della Corsica, nota come Corsica Alpina, preserva una struttura ad unità tettoniche che si è sviluppata durante la collisione tra placca adriatica e placca europea.
30 milioni di anni fa tale blocco ha incominciato ad allontanarsi dalla placca europea, in particolare dalla Provenza, ruotando in senso antiorario, in maggior misura la porzione meridionale rispetto a quella settentrionale. Si rileva infatti, mediante il dato paleomagnetico, come la Corsica abbia ruotato di 25-30°, mentre la Sardegna di 60°.